# WALKING MAN
『WALKING MAN』（ウォーキング・マン）は、2019年10月11日に日本で公開された青春音楽映画。ラッパーのANARCHYが映画初監督を務めた作品で、ANARCHYの実体験も盛り込まれたオリジナル・ストーリー作品。主演はかつてからANARCHYと親交があった野村周平で、劇中で初めてラップに挑戦している。舞台は神奈川県の川崎の工業地帯である。
映画のタイトルの"WALKING MAN"は、カセットテープのウォークマンと、それに出会って歩いていく男のダブル・ミーニングである。

## キャスト
- 佐巻アトム：野村周平…主人公[7]
- 佐巻ウラン：優希美青…アトムの妹[7]
- 山本：柏原収史…職場の先輩[7]
- キム・ヘジョン：伊藤ゆみ[4]
- 佐巻真由美：冨樫真[4]
- 柳下勝弘：星田英利[4]
- 福本光代：渡辺真起子[4]
- 汪：石橋蓮司[4]
- T-Pablow[8]
- WILYWNKA[8]
- Leon Fanourakis[8]
- サイプレス上野[8]
- 十影[8]
- じょう[8]
- LETY[8]

はまぞう

## スタッフ
- 監督：ANARCHY[1]
- 脚本：梶原阿貴[1]
- 企画・プロデュース：高橋ツトム[1]
- プロデューサー：宇田充[1]穀田正仁、渡辺和昌[2]
- 製作：藤田晋、勝股英夫[2]
- エグゼクティブプロデューサー：西山剛史[2]
- 撮影：芦澤明子 (J.S.C)[2]
- 照明：永田英則[2]
- 録音：田中博信[2]
- 美術：露木恵美子[2]
- 編集：渡辺直樹[2]
- 音響効果：柴崎憲治[2]
- リレコーディング・ミキサー：久連石由文[2]
- オープニングタイトルデザイン：冨永宗明[2]
- 音楽：ハリマユウコ、K.A.N.T.A[2]
- 音楽プロデューサー：安井輝[2]
- 音楽ディレクター：福岡彬[2]
- 装飾：松葉明子[2]
- 衣裳：宮本茉莉[2]
- ヘアメイク：細野裕之[2]
- 監督補：梶原阿貴[2]
- 制作主任：村上真二、渡邊翔太[2]
- 助監督：宮下健作[2]
- 制作プロダクション：ブロードマークス[3]
- 配給：エイベックス・ピクチャーズ[4]
- 製作：映画「WALKING MAN」製作委員会[3]

## 逸話
ANARCHYは25歳の頃、目標の一つに映画を撮ることを描いたといい、"リアルな現実、ヒップホップ、ラップを題材にした、現代の若者たちの心を突き動かす映画を作りたい"という意向で企画とプロデュースを担当した高橋ツトムに相談をしたのが始まりで、具体的に表現がまとまるまで2年間かかった。映画を通してヒップホップのカルチャーは伝えたかったが、ヒップホップ映画を作ろうという気持ちはなかったという。音楽だけでは表現できないことが映画で表現できるとし、脚本作りに関しては音楽作りと似ていて楽しめたと語っている。
2019年9月5日、東京都の新宿バルト9完成披露が行われた。2019年10月20日、同じく東京都の新宿バルト9で公開記念舞台あいさつが行われた。
2020年4月24日、主人公のアトムが本編のラストシーンで披露するバラード調ラップソングをANARCHYが歌い直したリメイクバージョン、「Promise feat. Awich」が配信でリリースされた。